# Krzysztof Jan Cyboni
Krzysztof Jan Cyboni (lateinisch Christophorus Joannes Cyboni; † 1698) war ein italienischstämmiger Mediziner, Professor und Bürgermeister in Polen.

## Leben
Er stammte aus einer italienischen Familie, die in Polen lebte. Jerzy Cyboni war 1680 erster Bürgermeister in Lublin, Jakub Ignacy Cyboni (1660–1728) Ordenspriester und Leiter von Priesterseminaren seit 1695.
Krzysztof Cyboni studierte an der Akademie in Krakau und erwarb dort den Bakkalaureus der Philosophie. Von 1678 bis 1680 war er Professor für Rhetorik, Poetik und Grammatik an der Lubrański-Akademie in Poznań. Um 1684 war er in Zamość, möglicherweise an der dortigen Akademie, und Doktor der Philosophie.
Danach zog Cyboni nach Lublin, wo er 1686 erster Bürgermeister wurde. Er war Mitglied im Stadtrat bis 1696, dabei mehrmals dritter Bürgermeister (1692, 1695) und vierter Bürgermeister (1688, 1689, 1690). 1690 vertrat er die Stadt auf dem Sejm in Warschau. 1695 bezeichnete er sich als Doktor der Philosophie und der Medizin.
1697 war Krzysztof Cyboni Stadtrat in Lwów und starb im folgenden Jahr.

## Schriften
Krzysztof Jan Cyboni verfasste vor allem panegyrische Schriften (Lobreden) in lateinischer und polnischer Sprache.
- Messis fatorum luctuosa ex gentilitio avitae Krzycciorum domus campo cum dolentissimo funere (...) Matthiae Krzycki, canonici Posnaniensis etc etc.(...), Poznań 1678, über Mateusz Krzycki, Domherr in Posen
- Inferiæ Coniugali Vero Amori Parentales (...) Ludovici (...) Ciswicki (...) Jllvstrissimæq[ue] Consortis Annae Sophiae De Olesnica, Poznań 1678
- Zawod Płynącey pod żaglem serdecznych affektow Łodzi. Przy scześliwym szukaney Miłości porcie, ściągnioną na dożywotney zakład przyiaźni Ręką (...) tryumfalnego Rawicza (...) Przy weselnym Akcie (...) Piotra Na Bninie Opalenskiego Starosty Miedzyrzyckiego (...) I (...) Panny Katarzyny Na Przyimie Przyiemskiey Chorąząnki Kaliskiey (...), Poznań 1678, über Starost Piotr
- Vestigivm gloriae immortalis quod gentilitia illustrissimae domus solea per (...) Stephanum a Magna Chrząstow Wierzbowski Dei et Ap[osto]licae Sedis gratia episcopvm Posnaniensem (...), Poznań 1679, über Bischof Stefan Wierzbowski von Posen

- Amor Nalecius (...)illustrissimi domini Joannis Stanislai Korzeniewski, regentis cancellariae regni capitanei Costensis, Poznań 1680, über Haupt Jan Stanisław Korzeniewski
- Phoenix e divinae cineribvs sapientiae divvs Thomas Aqvinas doctor Angelicvs annua suae festiuitatis, Poznań 1680, über Thomas von Aquin anlässlich dessen Festtages, für das Dominikanerkloster Posen

- Panegyricus Serenissimo Et Invictissimo Ioanni III (...) Regi Poloniae Magno Duci Lithuaniæ (...) Post liberatam obsidione Viennam Et incomparabiles ex Turcis Victorias, Zamość 1684, über König Johann III. Sobieski nach dessen Sieg über die Türken bei Wien

- Mowa do iasnie wielmoznego iegomosci pana p. Alexandra Ciołka na Drzewicy Drzewickiego kasztellana lvbelskiego przy powinszowaniu szczęśliwego na tęż kasztellanią ingressu od miasta I. K. M. Lvblina, Lublin 1695, über Kastellan Aleksandr Ciółka von Lublin
- Mowa do iasnie wielmoznego iegomosci pana p. Michała z Potoka na Podhaycach Potockiego starosty krasnostawskiego etc., marszałka trybunalu koronnego przy powitaniu od miasta I. K. M. Lublina, Lublin 1696
- Culmen gloriae et felicitatis Polonae (...) Augustus II. rex Poloniarum, Lublin 1698, über neuen König August II. von Polen